# Независимые школы в Австралии
Независимая (частная) школа (англ. Independent school) — тип школы, входящей в систему образования Австралии, находящаяся в частной собственности. Владельцами школ могут выступать различные религиозные организации, профсоюзы, некоммерческие объединения либо частные лица.

## Начальное и среднее образование
В школах часть расходов покрывается за счёт бюджета штата или территории. Частные школы взимают плату за обучение, причём более высокую, чем католические или англиканские школы. Руководство частных школ обязано соблюдать рамки учебной программы, установленной в штате или территории. Тем не менее правила дают возможность отдельным школам включать в учебную программу дополнительные предметы, например теологические. Большинство школьников носят школьную форму, хотя некоторые школы ношение формы вообще не требуют.